# Муеряска (комуна)

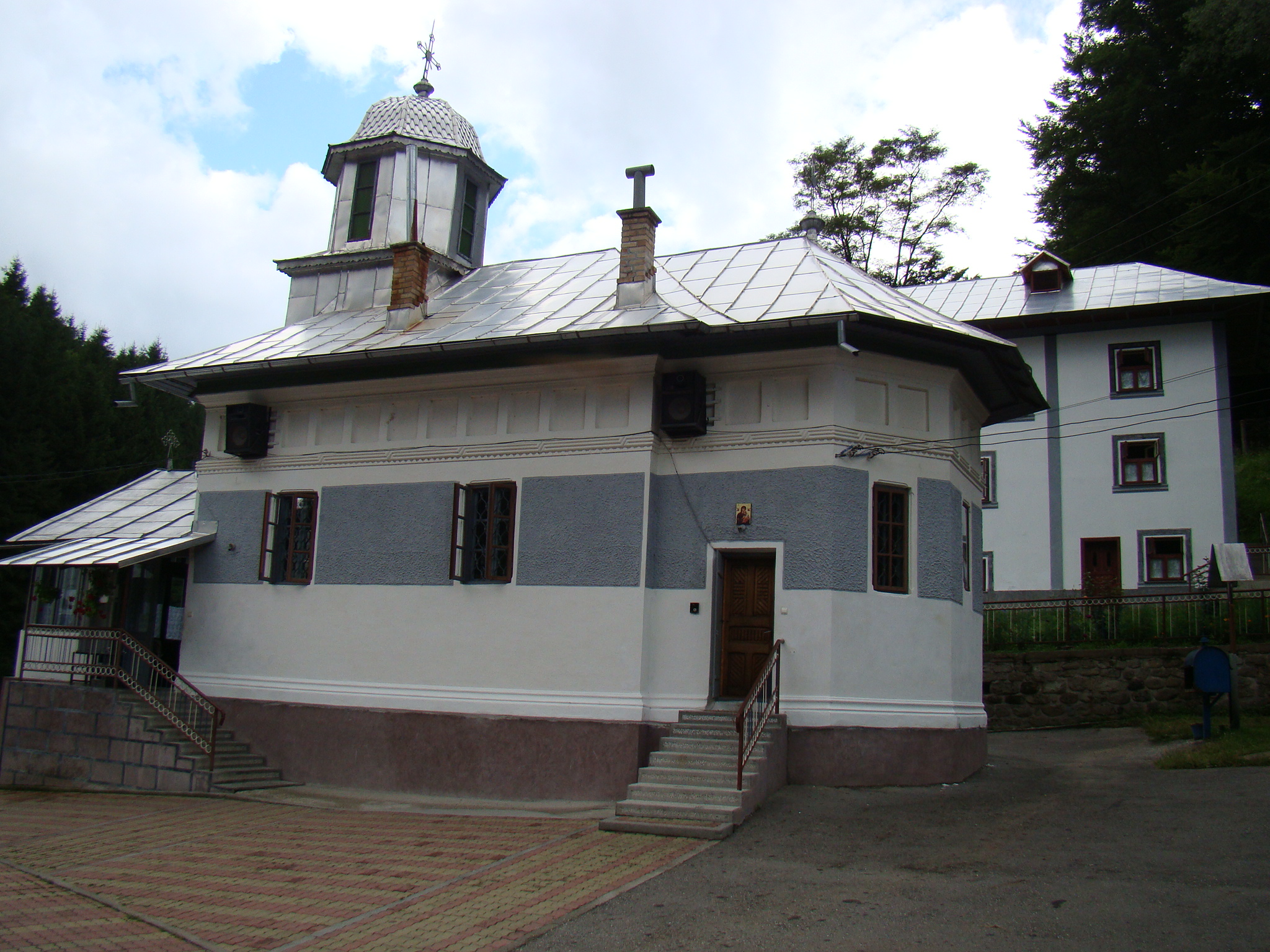

Муеряска (рум. Muereasca) — комуна у повіті Вилча в Румунії. До складу комуни входять такі села (дані про населення за 2002 рік):
- Андреєшть (330 осіб)
- Гевенешть (154 особи)
- Муеряска-де-Сус (598 осіб)
- Муеряска (656 осіб)
- Пріпоара (68 осіб)
- Фринчешть-Коаста (208 осіб)
- Хотареле (466 осіб)
- Шута (222 особи)

Комуна розташована на відстані 163 км на північний захід від Бухареста, 10 км на північний захід від Римніку-Вилчі, 103 км на північ від Крайови, 113 км на південний захід від Брашова.

## Населення
За даними перепису населення 2002 року у комуні проживали 2702 особи.
Національний склад населення комуни:
| Національність | Кількість осіб | Відсоток |
| -------------- | -------------- | -------- |
| румуни         | 2685           | 99,4%    |
| цигани         | 10             | 0,4%     |
| угорці         | 3              | 0,1%     |
| українці       | 2              | 0,1%     |

Рідною мовою назвали:
| Мова       | Кількість осіб | Відсоток |
| ---------- | -------------- | -------- |
| румунська  | 2685           | 99,4%    |
| циганська  | 10             | 0,4%     |
| угорська   | 3              | 0,1%     |
| українська | 2              | 0,1%     |

Склад населення комуни за віросповіданням:
| Релігія       | Кількість осіб | Відсоток |
| ------------- | -------------- | -------- |
| православні   | 2700           | 99,9%    |
| римо-католики | 2              | 0,1%     |